# Kastanjegropspindel
Kastanjegropspindel (Monocephalus castaneipes) är en spindelart som först beskrevs av Eugène Simon 1884.  Kastanjegropspindel ingår i släktet Monocephalus och familjen täckvävarspindlar. Arten är reproducerande i Sverige. Inga underarter finns listade i Catalogue of Life.